# Alan Ford
Alan Ford (n. 7 decembrie 1923, Ciudad de Panamá, Panama – d. 3 noiembrie 2008, Sarasota, Florida, SUA) a fost un înotător ce a reprezentat Statele Unite ale Americii, medaliat olimpic. A participat la o ediție a Jocurilor Olimpice (1948) în care a câștigat două medalii de argint.